# Tigerton, Wisconsin
Tigerton là một làng thuộc quận Shawano, tiểu bang Wisconsin, Hoa Kỳ. Năm 2006, dân số của làng này là 764 người.